# Obolony-kráter
Az Obolony-kráter egy meteoritbecsapódási kráter 200 kilométernyire délkeletre az ukrán fővárostól, Kijevtől, a Poltavai területen található Obolony falu közelében. A kutatók a helyszínen több fúrást is végeztek, melyekből kiderült, hogy a területen jelen vannak nagy nyomás következtében összepréselődött kőzetek és olvadt becsapódási sziklák. A helyszínt borító magas klórtartalmú üledék jelenlétéből arra következtetnek a kutatók, hogy a becsapódáskor itt egy sekély tenger húzódott. Egyes becslések alapján a kráter keletkezésének ideje 169 millió éve lehetett.

## Többszörös becsapódásos esemény elmélet
David Rowley geofizikus a Chicagói Egyetem munkatársa, illetve John Spray a New Bruinswick-i Egyetem munkatársa, valamint Simon Kelly az Open Universityről úgy vélik, hogy e kráter egy többszörös meteoritbecsapódás során keletkezett, melynek során létrejött a Manicouagan-kráter Észak-Québecben, a Rochechouart-kráter Franciaországban, a Saint Martin-kráter Manitobában, illetve a Red Wing-kráter Észak-Dakotában. Mindegyik krátert alaposan megvizsgálták már az évtizedek során, de mind ezidáig nem sikerült bizonyítani földtörténeti koregyezésüket.

## Fordítás
Ez a szócikk részben vagy egészben  az   Obolon' crater című angol Wikipédia-szócikk ezen változatának fordításán alapul.  Az eredeti cikk szerkesztőit annak laptörténete sorolja fel. Ez a jelzés csupán a megfogalmazás eredetét és a szerzői jogokat jelzi, nem szolgál a cikkben szereplő információk forrásmegjelöléseként.